# Seattle (Schiff, 1928)
Die Seattle war ein kombiniertes Fracht- und Passagierschiff der Reederei HAPAG in Hamburg, das 1928 vom Stapel lief, 1940 während des Unternehmens Weserübung bei Kristiansand versenkt wurde und heute ein beliebtes, aber auch sehr gefährliches Wrack für Sporttaucher ist.

## Bau und Einsatz
Die Seattle gehörte zu einer Serie von fünf sehr ähnlichen Kombischiffen, die 1928–1929 für die HAPAG gebaut und nach Hafenstädten an der amerikanischen Pazifikküste benannt wurden: Los Angeles, San Francisco, Seattle, Portland und Oakland. Sie waren für den Linienverkehr zur Westküste der USA vorgesehen. Die Seattle war das dritte Schiff der Baureihe und etwas länger als die zuvor auch von der Deutschen Werft in Hamburg-Finkenwerder gefertigten Los Angeles und San Francisco, die im Februar und Mai 1928 in Dienst kamen. Ihr Schwesterschiff war die vom Bremer Vulkan gelieferte Portland. Als fünftes Schiff wurde die wieder etwas kleinere Oakland 1929 wieder von der Deutschen Werft ausgeliefert.
Die Seattle bot Platz für bis zu 38 Passagiere und verfügte über Laderäume mit 13.619 Kubikmetern Raumgehalt. Sie lief im März 1928 vom Stapel und absolvierte noch im Juni 1928 ihre Jungfernfahrt durch den Panamakanal an die nordamerikanische Westküste. In den folgenden Jahren pendelte sie dreimal pro Jahr zwischen Deutschland und der Westküste der USA. Ab 1938 stand sie unter dem Kommando von Kapitän Hermann Lehmann, der das Schiff bis zu seinem Untergang führte.

## Endschicksal derSeattle
Die letzte Reise der Seattle begann im Mai 1939 und führte durch den Panamakanal nach Los Angeles, San Francisco und Tacoma. Auf dem Heimweg empfing die Besatzung der u. a. mit Südfrüchten, Holz, Stückgut, Fellen, Honig, Kaffee und Tee beladenen Seattle ein Funksignal der Kriegsmarine, das eine schnelle Rückkehr nach Deutschland wegen Kriegsgefahr anordnete. Alternativ schrieben die für diese Lage vorbereiteten Instruktionen das Einlaufen in einen neutralen Hafen vor. Da die Seattle in der vorgegebenen Zeit Deutschland nicht erreichen konnte, lief sie Willemstad auf der zu den Niederländischen Antillen gehörenden Insel Curaçao an, wo sie am 29. August 1939 eintraf. Zusammen mit einigen anderen deutschen Schiffen, darunter dem HAPAG-Dampfer Vancouver, wurde die Seattle von den niederländischen Behörden festgehalten und unter Aufsicht gestellt. Nach einiger Zeit mussten die deutschen Schiffe in die ungeschützte San Miguel-Bucht wechseln, wo sie von alliierten Kriegsschiffen überwacht wurden. Die deutschen Kapitäne trafen einerseits Vorkehrungen zur Selbstversenkung, bereiteten andererseits auch einen Ausbruchsversuch vor, der am 4. März 1940 umgesetzt wurde. An diesem Abend entkamen die Seattle und die Mimi Horn, am folgenden Abend die Hannover.
Als einzigem der drei Schiffe gelang es der Seattle, den alliierten Kriegsschiffen in den Nordatlantik zu entkommen und trotz fehlender Seekarten durch die Dänemarkstraße und nördlich um Island herum Norwegen zu erreichen, wo sie am 31. März in Tromsø einlief. Auf ihrer Weiterfahrt entlang der norwegischen Küste in Richtung Süden wurde die Seattle durch norwegische Kriegsschiffe eskortiert, am 8. April zunächst durch das  Torpedoboot Draug unter Fregattenkapitän Thore Horve, dann ab Stavanger durch den Zerstörer Gyller, dessen Kommandant Kapitän Lehmann am Abend des 8. April anwies, bei der vor Kristiansand gelegenen Insel Oksøy zu ankern. Als Lehmann am nächsten Morgen die Fahrt fortsetzen sollte, sichtete man Kriegsschiffe auf dem Weg nach Kristiansand. Es handelte sich um einen deutschen Verband unter der Führung des Leichten Kreuzers Karlsruhe, der im Rahmen des Überfalls auf Norwegen (Unternehmen Operation Weserübung) die Hafenstadt besetzen sollte. Lehmann hielt die Schiffe für Briten und versuchte, mit seinem Schiff in Richtung Kristiansand zu fliehen. Dabei geriet die Seattle in das Abwehrfeuer der norwegischen Küstenartillerie auf der Insel Odderøya, mit dem die deutschen Angreifer zunächst zum Abdrehen gezwungen wurden. Die Seattle erhielt mittschiffs einen Treffer und geriet in Brand. Es ist nicht restlos geklärt, ob es sich um eine Granate der Norweger oder um eine Fliegerbombe von einer der von der Karlsruhe zur Unterstützung angeforderten Heinkel He 111-Bomber handelte. Auch die Gyller soll auf die Seattle geschossen haben. Die gesamte Besatzung konnte das Schiff verlassen, das vier Tage brennend vor Kristiansand trieb, bis es schließlich bei Dvergsnestangen im Korsvikfjord sank.

## Das Wrack

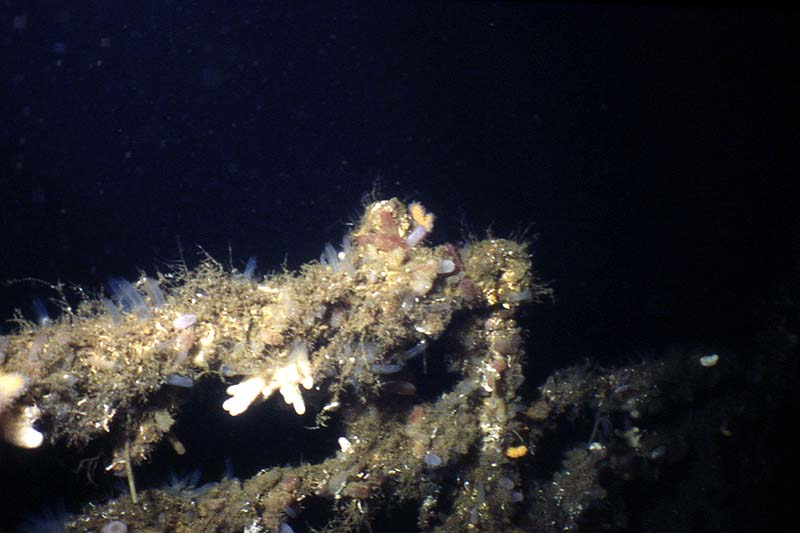
Das Wrack der Seattle

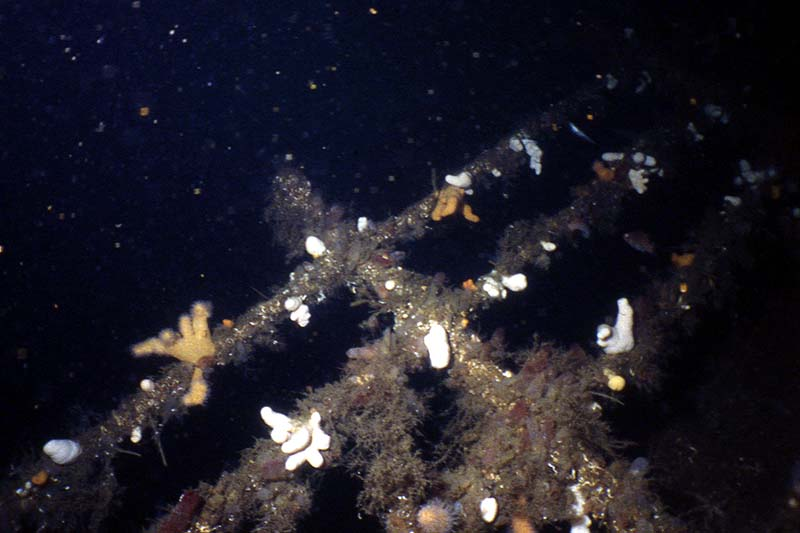
Dicht bewachsene Reling am Heck des Wracks der Seattle

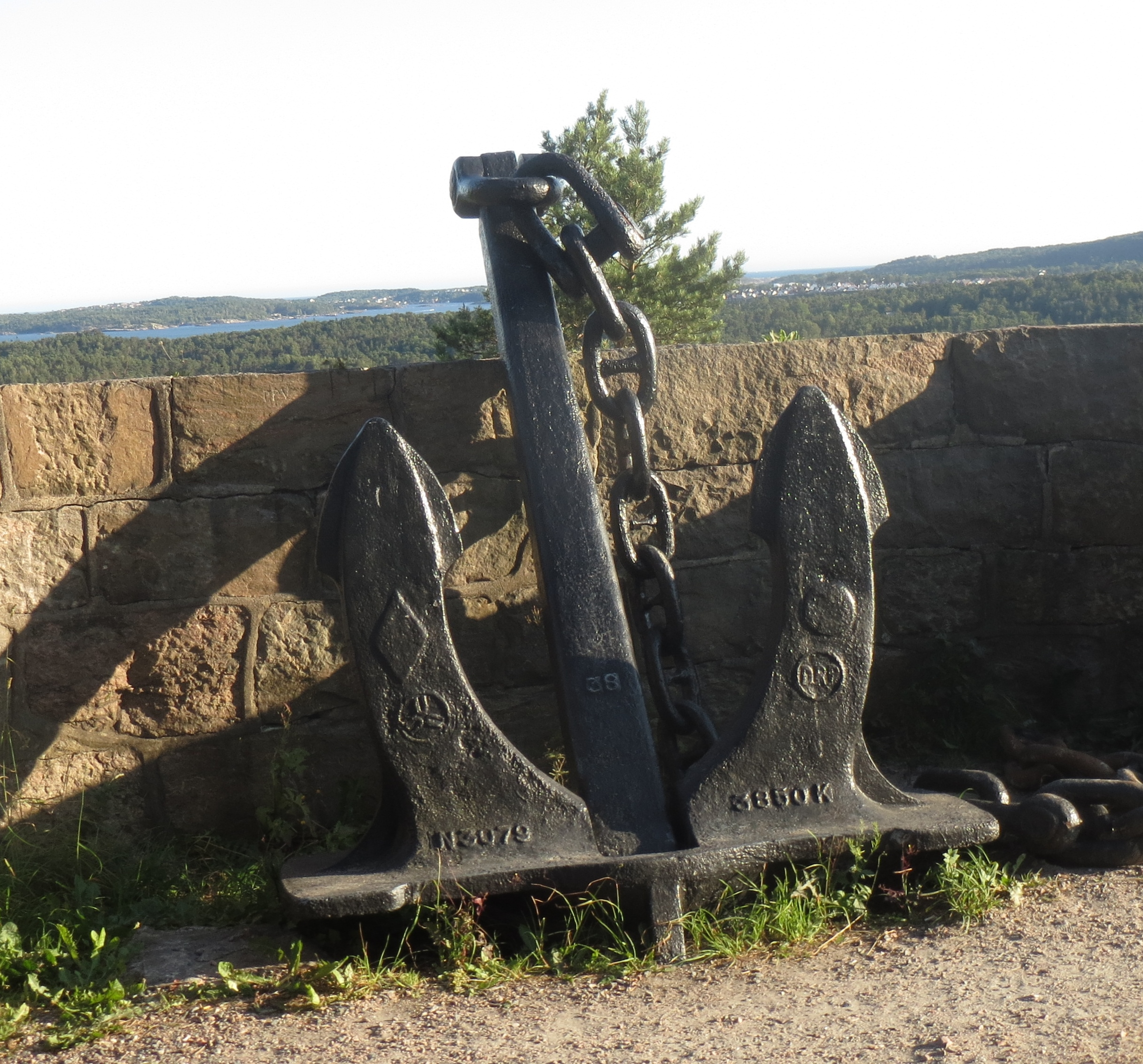
Ein Anker der Seattle in Kristiansand

Die Seattle wurde 1988 durch den norwegischen Taucher Erling Skjold entdeckt und hat sich seitdem zu einem der beliebtesten Wracks in Südnorwegen entwickelt. Der Rumpf liegt aufrecht auf dem Meeresgrund, mit dem Heck auf einem Felsrücken, das dadurch nach oben abgeknickt ist. Das Heck ragt bis etwa 25 Meter auf, Ruder und Propellerwellen (die Propeller wurden demontiert und geborgen) befinden sich in einer Tiefe von etwa 38 m, während der Bug in 72 m Tiefe liegt. Trotz deutlicher Schäden durch das Feuer und die Korrosion ist das Wrack insgesamt noch recht gut erhalten. Teile wirken jedoch so fragil, dass in absehbarer Zeit mit einem Zusammenbrechen zumindest von Teilen des Rumpfs gerechnet werden muss. Der Schornstein ist im Winter 2006/2007 wohl bei einem Sturm abgesackt. Das Wrack (58° 2′ 19,6″ N, 8° 1′ 25,4″ O) weist einen starken Bewuchs mit Totemannshänden, Seescheiden und Schwämmen auf und wird von zahlreichen Fischen und Seesternen bewohnt.
Für mit Druckluft tauchende Sporttaucher ist lediglich das Heck des Wracks mit dem gut sichtbaren Ruderquadranten, Pollern, den Heckaufbauten und den hinteren Laderäumen erreichbar. Die tiefer gelegenen Teile wie die mittschiffs gelegene Brücke (ab ca. 50 m) und die vorderen Laderäume sind Technischen Tauchern vorbehalten. Die Seattle muss als anspruchsvoller Tauchgang gelten, da das Heck steil abfällt und Taucher dort schnell große Tiefen erreichen können. Insbesondere im Herbst, wenn die Oberflächenschichten des Wassers trüb sind, gelangt kaum Sonnenlicht zum Wrack und es kann dort sehr dunkel sein. Ein Eindringen in Innenräume ist aufgrund der offensichtlichen Zerfallserscheinungen gefährlich. An der Seattle haben sich mehrere tödliche Tauchunfälle ereignet, in mindestens einem Fall, weil ein Taucher durch zusammenbrechende Wrackteile im Schiffsinneren eingeschlossen wurde.